# Scleropodium brachyphyllum
Scleropodium brachyphyllum är en bladmossart som beskrevs av Jules Cardot 1912. Scleropodium brachyphyllum ingår i släktet Scleropodium och familjen Brachytheciaceae. Inga underarter finns listade i Catalogue of Life.